# Йозеф К.

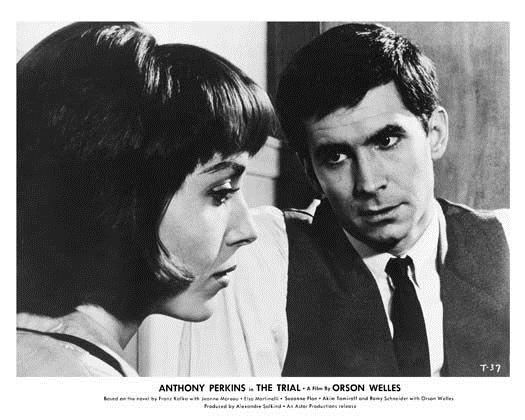
Эльса Мартинелли и Энтони Перкинс в фильме «Процесс» (1962)

Йозеф К. (нем. Josef K.) — главный герой романа Ф. Кафки «Процесс» и рассказа «Сон» входящего в сборник Сельский врач. Прокурист крупного банка, который пытается выяснить, за что он подозревается в совершении преступления.
Литвяк О. В. и Каменчук А. С. отмечают: «Йозеф К. является типичным представителем современного человека в том, что касается образа жизни. К. живёт один и снимает жильё, несмотря на то, что он может без проблем позволить себе дом. Он не женат и не имеет детей. Его единственная семья — это его мать, с которой он едва поддерживает отношения. В профессиональном плане у него есть хорошая работа, на которой он довольно быстро продвинулся вверх по карьерной лестнице».
Из всей родных Йозефа К. в произведении упомянуты только несколько человек: мать (в неоконченном фрагменте), дядя Альберт, тётя (в неоконченном фрагменте), кузина Эрна и кузен (в неоконченном фрагменте). Об отце Йозефа нет ни слова, что, по мнению Кунавина Е. С., позволяет предположить наличие функции отца в образе дяди.

## Автобиографичность образа
Английский поэт Саваж Д. С. в статье «Франц Кафка: Вера и призвание» (англ. «Franz Kafka: Faith and Vocation») утверждает, что Йозеф К. является образом самого Кафки. Имя персонажа, по мнению Ершовой Ю. А., автобиографично: буква фамилии совпадает с авторским инициалом, а имя Йозеф происходит от названия района Праги, где родился Кафка — района Йозефов.

## Интерпретации и оценки

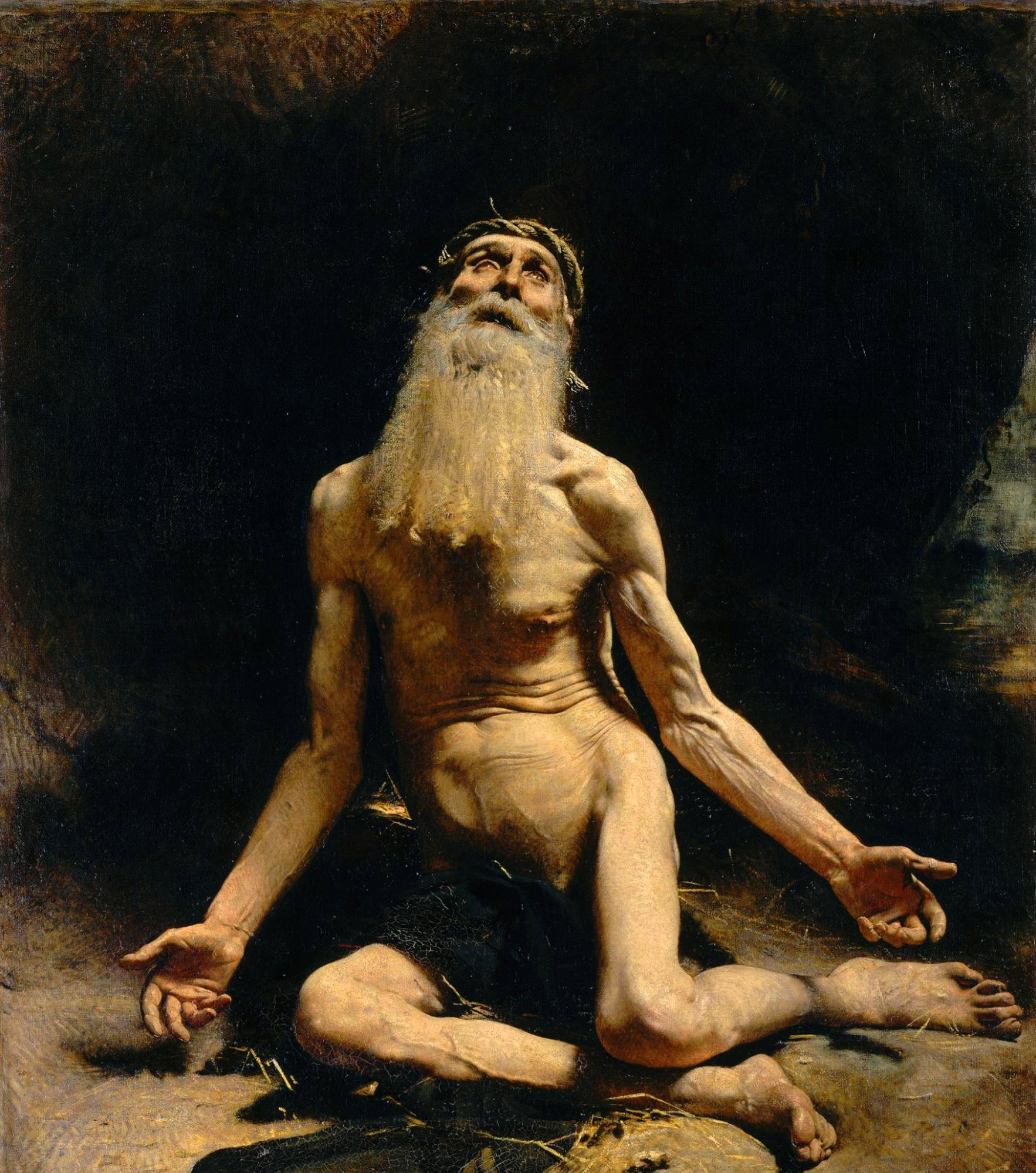
«Иов», Леон Бонна, 1880 год

Образ Йозефа К., подобно образу героя «Замка», трактуется в западном литературоведении по преимуществу как проблема человека, свершающего суд над самим собой: «Они оба выбирают свою идентичность как экспериментальные роли, при помощи которых они оправдывают свою экзистенцию» (М. Роберт).
Гарин И. И. связывает образ героя с образом библейского Иова: «Как и бедный Иов, Йозеф К. не знает, что справедливость „Отца“ выше понимания сына. Можно обнаружить множество прямых и косвенных параллелей: Йозеф К. — Иов, судебные исполнители, признающие справедливость закона, — друзья Иова, банк — мир материи и т. д, и т. п. Отличается лишь финал: в отличие от Иова Йозеф К. завершает свою инициацию саморазрушением».
Затонский Д. полагает, что наряду с поисками высшей справедливости и индивидуального закона, Йозеф К. подвергается и суду объективному, обладающему приметами социума, ибо «Йозеф К. — часть враждебной ему самому действительности, и это делает его „нечистым“ в собственных глазах, вызывает все усиливающееся чувство вины. Оттого он не может уйти от суда, хотя суд его не держит».
По мнению Жоржа Батая, это «самый ребячливый, молчаливый и несуразный человек, какого только можно себе представить».